# Margit Söderholm
Margit Charlotta Söderholm, född den 17 mars 1905 i Adolf Fredriks församling, Stockholm, död den 23 november 1986 i Oscars församling, Stockholm, var en svensk författare.

## Biografi
Söderholm var dotter till kamrer Robert Söderholm och Aurore Kock. Hon utexaminerades från Högre lärarinneseminariet och tog filosofisk ämbetsexamen 1935. Efter tjänst som ämneslärare och adjunkt vid Bromma kommunala flickskola 1931–1940 var hon 1940–1947 verksam som adjunkt vid Bromma högre allmänna läroverk och från 1947 vid Nya elementar i Stockholm.
Margit Söderholm debuterade 1940 med Skolflicksbekymmer. Genombrottet kom 1943 med Driver dagg, faller regn med vilken hon vann en romanpristävling anordnad av Hemmets Journal, bokförlaget Wahlström & Widstrand och SF Studios. Romanen filmatiserades 1946.  Hennes Hellestasvit, en serie romaner som utspelas kring det fiktiva godset Hellesta, var mycket populära under sin tid. De flesta av hennes böcker är okomplicerade herrgårds- eller bygderomaner där kärlekshistorier avslutas med äktenskap i ett konventionellt lyckligt slut.
Söderholm var medlem i den protyska Riksföreningen Sverige–Tyskland, och sedan även i Svensk Opposition, och Jan Myrdal, som var hennes elev vid Bromma läroverk, beskrev henne som "svärmiskt Hitlerbeundrande".  Hennes politiska sympatier framkommer i två av hennes böcker: Dit du går från 1946, och Möte i Wien från 1951.